# FC Strání
FC Strání (celým názvem: Football Club Strání) je český fotbalový klub, který sídlí v obci Strání ve Zlínském kraji. Založen byl v roce 1928. Od sezóny 2024/25 působí v MSFL (3. nejvyšší soutěž). Klubové barvy jsou žlutá a černá.
Své domácí zápasy odehrává na stadionu ve Strání.

## Historické názvy
Zdroj: 
- 1928 – SK Strání (Sportovní klub Strání)
- 19?? – FC Strání (Fotbal Club Strání)

## Umístění v jednotlivých sezonách
Stručný přehled
Zdroj: 
- 1955: Okresní přebor Uherskobrodska
- 1985–1986: Jihomoravská krajská soutěž I. třídy – sk. F
- 1986–1991: Okresní přebor Uherskohradišťska
- 1991–1997: I. B třída Středomoravské župy – sk. C
- 1997–1998: I. B třída Středomoravské župy – sk. B
- 1998–2001: I. B třída Středomoravské župy – sk. C
- 2001–2002: Okresní přebor Uherskohradišťska
- 2002–2014: I. B třída Zlínského kraje – sk. C
- 2014–2016: I. A třída Zlínského kraje – sk. B
- 2016–2017: Přebor Zlínského kraje
- 2017–2019: Divize D
- 2019–2024: Divize E
- 2024–2025: Moravskoslezská fotbalová liga
- 2025–: Divize E

Jednotlivé ročníky
Zdroj: 
Legenda: Z – zápasy, V – výhry, R – remízy, P – porážky, VG – vstřelené góly, OG – obdržené góly, +/− – rozdíl skóre, B – body, červené podbarvení – sestup, zelené podbarvení – postup, fialové podbarvení – reorganizace, změna skupiny či soutěže
| Československo (1955 – 1993) |                                              |        |    |     |       |     |     |     |     |    |        |
| Sezóny                       | Liga                                         | Úroveň | Z  | V   | R     | P   | VG  | OG  | +/− | B  | Pozice |
| 1955                         | Okresní přebor Uherskobrodska                | 6      | 22 | 12  | 5     | 5   | 63  | 48  | +15 | 29 | 3.     |
| ...                          |                                              |        |    |     |       |     |     |     |     |    |        |
| 1985/86                      | Jihomoravská krajská soutěž I. třídy – sk. F | 6      | 26 | 8   | 7     | 11  | 41  | 55  | −14 | 23 | 10.    |
| 1986/87                      | Okresní přebor Uherskohradišťska             | 8      | 26 | ... | ...   | ... | ... | ... | ... |    |        |
| 1987/88                      | Okresní přebor Uherskohradišťska             | 8      | 26 | ... | ...   | ... | ... | ... | ... |    |        |
| 1988/89                      | Okresní přebor Uherskohradišťska             | 8      | 26 | ... | ...   | ... | ... | ... | ... |    |        |
| 1989/90                      | Okresní přebor Uherskohradišťska             | 8      | 26 | 7   | 5     | 14  | 31  | 45  | −14 | 19 | 11.    |
| 1990/91                      | Okresní přebor Uherskohradišťska             | 8      | 26 | 11  | 7     | 8   | 47  | 45  | +2  | 29 | 6.     |
| 1991/92                      | I. B třída Středomoravské župy – sk. C       | 7      | 26 | 12  | 5     | 9   | 39  | 39  | 0   | 29 | 4.     |
| 1992/93                      | I. B třída Středomoravské župy – sk. C       | 7      | 26 | 7   | 4     | 15  | 41  | 75  | −34 | 18 | 12.    |
| Česko (1993 – )              |                                              |        |    |     |       |     |     |     |     |    |        |
| Sezóny                       | Liga                                         | Úroveň | Z  | V   | R     | P   | VG  | OG  | +/− | B  | Pozice |
| 1993/94                      | I. B třída Středomoravské župy – sk. C       | 7      | 26 | 10  | 6     | 10  | 33  | 36  | −3  | 26 | 5.     |
| 1994/95                      | I. B třída Středomoravské župy – sk. C       | 7      | 26 | 6   | 6     | 14  | 33  | 61  | −28 | 24 | 13.    |
| 1995/96                      | I. B třída Středomoravské župy – sk. C       | 7      | 26 | 8   | 6     | 12  | 43  | 68  | −25 | 24 | 13.    |
| 1996/97                      | I. B třída Středomoravské župy – sk. C       | 7      | 26 | 8   | 4     | 14  | 29  | 53  | −24 | 28 | 12.    |
| 1997/98                      | I. B třída Středomoravské župy – sk. B       | 7      | 26 | 8   | 6     | 12  | 52  | 56  | −4  | 30 | 9.     |
| 1998/99                      | I. B třída Středomoravské župy – sk. C       | 7      | 26 | 8   | 3     | 15  | 42  | 67  | −25 | 27 | 11.    |
| 1999/00                      | I. B třída Středomoravské župy – sk. C       | 7      | 26 | 9   | 10    | 7   | 37  | 34  | +3  | 37 | 4.     |
| 2000/01                      | I. B třída Středomoravské župy – sk. C       | 7      | 26 | 7   | 3     | 16  | 26  | 55  | −29 | 24 | 14.    |
| 2001/02                      | Okresní přebor Uherskohradišťska             | 8      | 26 | 15  | 9     | 2   | 58  | 29  | +29 | 54 | 3.     |
| 2002/03                      | I. B třída Zlínského kraje – sk. C           | 7      | 26 | 12  | 6     | 8   | 52  | 37  | +15 | 42 | 4.     |
| 2003/04                      | I. B třída Zlínského kraje – sk. C           | 7      | 26 | 10  | 6     | 10  | 55  | 50  | +5  | 36 | 5.     |
| 2004/05                      | I. B třída Zlínského kraje – sk. C           | 7      | 26 | 13  | 3     | 10  | 48  | 48  | 0   | 42 | 3.     |
| 2005/06                      | I. B třída Zlínského kraje – sk. C           | 7      | 26 | 12  | 3     | 11  | 48  | 53  | −5  | 39 | 6.     |
| 2006/07                      | I. B třída Zlínského kraje – sk. C           | 7      | 26 | 10  | 3     | 13  | 48  | 50  | −2  | 33 | 10.    |
| 2007/08                      | I. B třída Zlínského kraje – sk. C           | 7      | 26 | 13  | 3     | 10  | 57  | 54  | +3  | 42 | 6.     |
| 2008/09                      | I. B třída Zlínského kraje – sk. C           | 7      | 26 | 9   | 7     | 10  | 43  | 42  | +1  | 34 | 7.     |
| 2009/10                      | I. B třída Zlínského kraje – sk. C           | 7      | 26 | 13  | 4     | 9   | 64  | 40  | +24 | 43 | 5.     |
| 2010/11                      | I. B třída Zlínského kraje – sk. C           | 7      | 26 | 13  | 8     | 5   | 59  | 33  | +26 | 47 | 3.     |
| 2011/12                      | I. B třída Zlínského kraje – sk. C           | 7      | 26 | 15  | 3     | 8   | 56  | 37  | +19 | 48 | 2.     |
| 2012/13                      | I. B třída Zlínského kraje – sk. C           | 7      | 26 | 13  | 5     | 8   | 51  | 40  | +11 | 44 | 4.     |
| 2013/14                      | I. B třída Zlínského kraje – sk. C           | 7      | 26 | 23  | 2     | 1   | 89  | 22  | +67 | 71 | 1.     |
| 2014/15                      | I. A třída Zlínského kraje – sk. B           | 6      | 26 | 14  | 5 / 2 | 5   | 56  | 29  | +27 | 54 | 4.     |
| 2015/16                      | I. A třída Zlínského kraje – sk. B           | 6      | 26 | 18  | 0 / 2 | 6   | 78  | 36  | +42 | 56 | 1.     |
| 2016/17                      | Přebor Zlínského kraje                       | 5      | 26 | 13  | 5 / 2 | 6   | 59  | 27  | +32 | 51 | 2.     |
| 2017/18                      | Divize D                                     | 4      | 28 | 8   | 3     | 17  | 41  | 58  | −17 | 27 | 13.    |
| 2018/19                      | Divize D                                     | 4      | 30 | 9   | 9     | 12  | 41  | 46  | -5  | 36 | 10.    |
| ** 2019/20                   | Divize E                                     | 4      | 13 | 5   | 4     | 4   | 20  | 17  | +3  | 19 | 7.     |
| ** 2020/21                   | Divize E                                     | 4      | 10 | 4   | 1     | 5   | 12  | 12  | 0   | 13 | 9.     |
| 2021/22                      | Divize E                                     | 4      | 26 | 3   | 5     | 18  | 20  | 49  | -29 | 14 | 14.    |
| 2022/23                      | Přebor Zlínského kraje                       | 5      | 26 | 21  | 4     | 1   | 78  | 16  | +62 | 67 | 1.     |
| 2023/24                      | Divize E                                     | 4      | 30 | 23  | 4     | 3   | 85  | 29  | +56 | 73 | 1.     |
| 2024/25                      | Moravskoslezská fotbalová liga               | 3      | 34 | 9   | 7     | 18  | 42  | 61  | −19 | 34 | 17.    |

Poznámka:
- Od sezony 2014/15 se ve Zlínském kraji hraje tímto způsobem: Pokud zápas skončí nerozhodně, kope se penaltový rozstřel. Jeho vítěz bere 2 body, poražený pak jeden bod. Za výhru po 90 minutách jsou 3 body, za prohru po 90 minutách není žádný bod.

**= sezona předčasně ukončena z důvodu pandemie covidu-19

## FC Strání „B“
FC Strání „B“ je rezervním týmem FC Strání, hraje I. B třídu Zlínského kraje (7. nejvyšší soutěž).
Stručný přehled
- 2008–2011: Základní třída Uherskohradišťska
- 2011–2018: Okresní soutěž Uherskohradišťska
- 2018–2025: Okresní přebor Uherskohradišťska
- 2025–: I. B třída Zlínského kraje

Jednotlivé ročníky
Legenda: Z – zápasy, V – výhry, R – remízy, P – porážky, VG – vstřelené góly, OG – obdržené góly, +/− – rozdíl skóre, B – body, červené podbarvení – sestup, zelené podbarvení – postup, fialové podbarvení – reorganizace, změna skupiny či soutěže
| Česko (2008– ) |                                  |        |    |    |   |    |    |    |     |    |        |
| Sezóny         | Liga                             | Úroveň | Z  | V  | R | P  | VG | OG | +/- | B  | Pozice |
| 2008/09        | Základní třída Uherskohradišťska | 10     | 22 | 12 | 5 | 5  | 63 | 34 | +28 | 41 | 3.     |
| 2009/10        | Základní třída Uherskohradišťska | 10     | 24 | 17 | 2 | 5  | 88 | 30 | +58 | 53 | 3.     |
| 2010/11        | Základní třída Uherskohradišťska | 10     | 26 | 20 | 3 | 3  | 84 | 29 | +55 | 63 | 1.     |
| 2011/12        | Okresní soutěž Uherskohradišťska | 9      | 26 | 15 | 2 | 9  | 70 | 47 | +23 | 47 | 3.     |
| 2012/13        | Okresní soutěž Uherskohradišťska | 9      | 26 | 10 | 5 | 11 | 55 | 56 | −1  | 35 | 8.     |
| 2013/14        | Okresní soutěž Uherskohradišťska | 9      | 22 | 11 | 3 | 8  | 45 | 41 | +4  | 36 | 5.     |
| 2014/15        | Okresní soutěž Uherskohradišťska | 9      | 22 | 13 | 2 | 7  | 55 | 28 | +27 | 41 | 4.     |
| 2015/16        | Okresní soutěž Uherskohradišťska | 9      | 22 | 11 | 3 | 8  | 50 | 30 | +20 | 36 | 5.     |
| 2016/17        | Okresní soutěž Uherskohradišťska | 9      | 22 | 17 | 2 | 3  | 74 | 21 | +53 | 53 | 2.     |
| 2017/18        | Okresní soutěž Uherskohradišťska | 9      | 22 | 17 | 2 | 3  | 91 | 18 | +73 | 53 | 1.     |
| 2018/19        | Okresní přebor Uherskohradišťska | 8      | 26 | 10 | 5 | 11 | 49 | 42 | +7  | 35 | 8.     |
| 2019/20        | Okresní přebor Uherskohradišťska | 8      | 13 | 3  | 3 | 7  | 27 | 31 | −4  | 12 | 10.    |
| 2020/21        | Okresní přebor Uherskohradišťska | 8      | 9  | 4  | 3 | 2  | 19 | 12 | +7  | 15 | 5.     |
| 2021/22        | Okresní přebor Uherskohradišťska | 8      | 26 | 14 | 4 | 8  | 57 | 42 | +15 | 46 | 4.     |
| 2022/23        | Okresní přebor Uherskohradišťska | 8      | 26 | 9  | 9 | 8  | 58 | 55 | +3  | 36 | 7.     |
| 2023/24        | Okresní přebor Uherskohradišťska | 8      | 26 | 10 | 6 | 10 | 47 | 45 | +2  | 36 | 8.     |
| 2024/25        | Okresní přebor Uherskohradišťska | 8      | 26 | 22 | 4 | 0  | 92 | 15 | +77 | 70 | 1.     |

Poznámky:
- 2019/20: Sezona nedohrána kvůli pandemii covidu-19.
- 2020/21: Sezona nedohrána kvůli pandemii covidu-19.